# Binaire naam
In botanische nomenclatuur, is een tweedelige of binaire naam voorgeschreven voor elk taxon beneden de rang van geslacht tot en met de rang van soort. Taxa beneden de rang van soort (infraspecifieke taxa) krijgen een driedelige naam (ternaire naam, infraspecifieke naam).
Taxa met een binaire naam die expliciet genoemd worden in de ICNafp zijn die in de rang van:
- subgenus of ondergeslacht
- sectio of sectie
- subsectio of subsectie
- series of reeks
- subseries of onderreeks
- species of soort  (deze naam heet ook binomial)

Een binaire naam bestaat uit de naam van een geslacht en een epitheton.
- In het geval van een soort wordt géén verbindende term gebruikt om de rang aan te duiden:

Bellis perennis is de naam van een soort, waarbij perennis de soortaanduiding is.
- In het geval van een onderdeel van een genus wordt wèl een verbindende term gebruikt om de rang aan te duiden:

Paraserianthes sect. Falcataria
Merk op dat in de zoölogische nomenclatuur tweedelige namen gebruikt worden in slechts één rang, die van soort. Dit heet in de zoölogie een binominale naam of binomen (het equivalent van binomial). 